# Cèlia Sànchez-Mústich
Cèlia Sànchez-Mústich, née à Barcelone le 9 décembre 1954, est une poétesse et écrivaine espagnole en langue catalane.

## Biographie
Elle suit des études musicales (piano, guitare, harmonica) à Arts del Ritme et au Conservatori superior de música del Liceu de Barcelone. Son œuvre se compose de plusieurs titres de poésie, roman, nouvelles et prose de non fiction, dont sept ont reçu des prix comme le Mercè Rodoreda en prose, le Miquel de Palol , le Serra d'Or pour un recueil de poésie ou le Premi Octubre de poésie. Une partie de ses poèmes ont été traduits au galicien, basque, espagnol, français, occitan, italien et anglais, et ont intégré plusieurs publications anthologiques (dont Parlano le donne, poetesse catalane du XXIème secolo, 48 poètes catalans pour le XXIe siècle, La Traductière ou Paraula encesa) ou archives audiovisuelles (dont les Arxiu audiovisual de poètes de l'ACEC).
Cèlia Sànchez-Mústich a interprété ses poèmes dans différents sites des Pays Catalans, souvent en coopération avec d'autres poètes et musiciens. Un court métrage dirigé par Jordi Bueno (2012) s'est basé sur Radio-Taxi, une de ses contes. En tant qu'activiste culturelle, elle a produit plusieurs projets de diffusion de la poésie comme les rencontres entre poésie et musique à Lailo, au Raval de Barcelone, pendant cinq ans, et la Festa de la Poesia a Sitges qu'elle dirige avec le poète et professeur de biochimie Joan Duran i Ferrer (ca) depuis 2007. 
Avec Pere Gimferrer, Maria Mercè Marçal et Jaume Pont Ibáñez (ca), elle fait partie de l’anthologie de quatre poètes de l'étude dédiée à la littérature catalane, au numéro 1007 (mai du 2013) de la revue littéraire française Europe. À l'automne de 2013, elle reçoit l'offre conjointe d’Éditions du Noroît (Québec), et de Myriam Solal (Paris) pour publier la version française d’On no sabem, ainsi que l'invitation à participer au festival Voix de la Méditerranée 2014 à Lodève. On no sabem apparaît finalement avec le titre de Cet espace entre nous. La présentation a eu lieu le 5 juin du 2014 à la Maison de l’Amérique latine de Paris .

## Œuvre

### Poésie
- La cendra i el miracle. Barcelone: Columna, 1989
- El lleu respir. Barcelone: Columna, 1991
- Temperatura humana. Barcelone: Columna, 1994
- Taques. Barcelone: Edicions 62, 1997
- Llum de claraboia. Lleida: Pagès, 2004
- A la taula del mig. Palma de Mallorca: Moll, 2009
- On no sabem. Valence: Tresiquatre, 2010
- A l'hotel, a deshora. Gérone: Curbet Edicions, 2014
- La gota negra. Lleida: Pagès, 2018

### Roman
- Les cambres del desig. Barcelone: Columna, 1999
- Tercer acte d'amor. Barcelone: Proa, 2002

### Prose et essais
- Diagnòstic: lluna nova. Barcelone: ICD, 1993
- Pati de butaques. Barcelone: Columna, 1996
- El tacte de l'ametlla. Barcelone: Proa, 2000
- Peret, l'ànima d'un poble. Barcelone: Edicions 62, 2005
- Il·lusionistes del futbol. Valls: Cossetània, 2007
- No. I sí. Lleida: Pagès, 2009
- Ara et diré què em passa amb les dones i tretze contes més. Barcelone: Editorial Moll, 2013.
- Els vells, aquella nosa[10]. Barcelona: Comanegra, 2020.

### Traductions
- Peret, el alma d'un pueblo. au castillian, Península, 2005.
- Le Jour J, anthologie en français, Nouvelles de Catalogne. Magellan & Cie,
- Cet espace entre nous traduction au français d' On no sabem). Myriam Solal, Paris, et Éditions du Noroît, Québec, 2014.

## Prix
- Rosa Leveroni (1990): El lleu respir [11]
- Don-na (1992): Diagnòstic: lluna nova
- Miquel de Palol (1996): Taques [12]
- Mercè Rodoreda -de la Nit de Santa Llúcia- (1999): El tacte de l'ametlla [13]
- 7LLETRES (2008): NO. I SÍ [14]
- Prix de la critique Serra d'Or (2010, modalité « recueil de poésie »): A la taula del mig [15]
- Ploma d'Or de l'Ajuntament de Sitges (2010) [16]
- Premi Vicent Andrés Estellés de poesia des Premis Octubre,  (2010): On no sabem [17]